# Mallochohelea caudellii
Mallochohelea caudellii är en tvåvingeart som först beskrevs av Daniel William Coquillett 1905.  Mallochohelea caudellii ingår i släktet Mallochohelea och familjen svidknott. Inga underarter finns listade i Catalogue of Life.